# Custodia di Terra Santa

Stemma della Custodia di Terra Santa, che mette insieme l'emblema dell'ordine francescano e la croce di Gerusalemme.

La Custodia di Terra Santa (in latino: Custodia Terræ Sanctæ) è una provincia dell'ordine dei Frati Minori; essa comprende Israele, Siria, Giordania, Libano, Cipro e Rodi e inoltre alcuni conventi in Egitto, Italia, Stati Uniti d'America e Argentina. Ha sede presso il convento di San Salvatore a Gerusalemme. Il 169º custode di Terra Santa è, dal 24 giugno 2025, padre Francesco Ielpo. Per motivi storici e pastorali, il custode è membro di diritto dell'Assemblea degli ordinari cattolici della Terra Santa.
Al 2016 offrono il proprio servizio 259 religiosi provenienti da 40 Paesi.

## Storia

### Origini
L'origine della Custodia di Terra Santa risale al 1217, quando nel Capitolo generale di Pentecoste convocato dallo stesso san Francesco d'Assisi, l'ordine francescano da lui fondato fu suddiviso in province, tra cui appunto quella di Terra Santa: chiamata inizialmente "Provincia d'Oltremare" o "di Siria", essa si estendeva a tutte le regioni che gravitavano attorno al bacino del Mediterraneo, dall'Egitto fino alla Grecia ed oltre.
Il primo gruppo di frati partì a seguito del Capitolo generale, sotto la guida di frate Elia da Cortona. Nel 1219 san Francesco stesso si imbarcò da Ancona per visitare la provincia di Terra Santa. Il frate di Assisi prese parte come messaggero di pace alla Quinta crociata; lo sbarco in Egitto sul fronte della guerra per la conquista di Damietta, lo indusse ad ottenere il permesso dal delegato pontificio di incontrare, a suo rischio e pericolo, il sultano ayyubide al-Malik al-Kamil. L'incontro costituisce ancora oggi una della pagine più importanti della storia dell'ordine francescano e del dialogo tra cristiani e musulmani.
Nel 1220 Francesco fu per un breve periodo di tempo ad Acri, allora in mano cristiana. Non è certo, però, che egli abbia visitato i luoghi santi di Gerusalemme, che fu liberata solo per un breve periodo di tempo nel 1229, tre anni dopo la morte del santo. In quell'anno, grazie ad una tregua nella guerra tra musulmani e cristiani, i frati minori poterono stabilirsi presso la V Stazione della Via Dolorosa.
Nel 1291 Acri cadde sotto il dominio islamico, per restarvi fino alla conquista dei britannici, sette secoli dopo. I francescani furono costretti a ripiegare a Cipro, dove era la sede della provincia di Oriente, ma non persero mai i legami con Gerusalemme e i santuari palestinesi.
Nonostante essi fossero banditi dalla Terra Santa, papa Giovanni XXII autorizzò l'ordine francescano ad inviare ogni anno due suoi frati. I frati minori continuarono così ad essere presenti e ad esercitare ogni possibile forma di apostolato.

### Roberto d'Angiò ed il definitivo ritorno

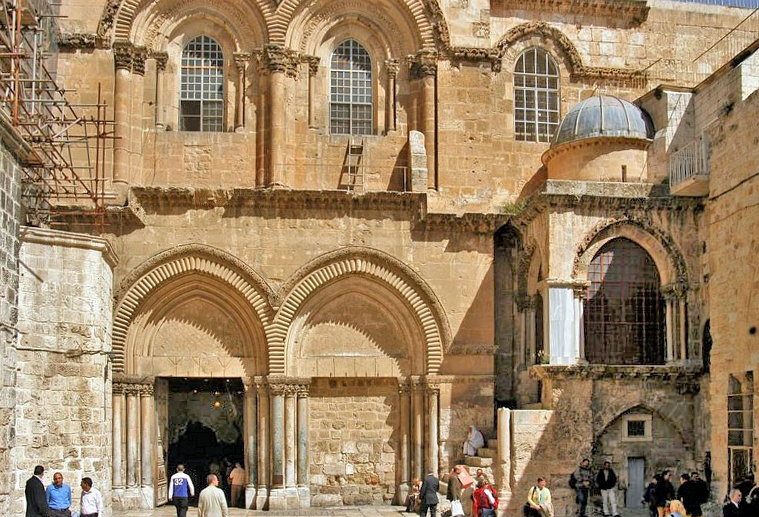
La chiesa del Santo Sepolcro dove i Frati Minori rappresentano la Chiesa cattolica

Nel 1333 i frati riscattarono il Cenacolo, il luogo ove per la tradizione si svolse l'Ultima Cena, e presso di esso fondarono un convento. I musulmani, nello stesso anno, riconobbero i frati come officianti abituali della basilica del Santo Sepolcro.
Un ruolo fondamentale fu esercitato dal re di Napoli Roberto d'Angiò, terziario francescano come la moglie Sancha d'Aragona, il quale concesse la somma richiesta dal Sultano di Egitto, attraverso la mediazione di frate Ruggero Guarini, per assicurare ai francescani il diritto di vivere e svolgere le celebrazioni al Santo Sepolcro e di stabilirsi presso il Santo Cenacolo, come rappresentanti della Chiesa di Roma. I sovrani angioini ottennero anche di far erigere un convento sul monte Sion per dodici frati.
Papa Clemente VI, con la bolla Gratias Agimus e Nuper Carissimae nel 1342, approvò l'operato dei Reali di Napoli, riconoscendo ai frati il diritto di rappresentare la Chiesa di Roma, sancendo la Costituzione giuridica della “Custodia di Terra Santa”:
1. Rendiamo grazie al Dispensatore di tutte le grazie innalzandogli degne lodi, perché accese tale fervoroso zelo di devozione e di fede nei nostri carissimi figli in Cristo, il re Roberto e Sancia regina di Sicilia illustri nell’onorare il Redentore e Signor Nostro Gesù Cristo, che non cessano di operare con instancabile amore ciò che conviene a lode e gloria di Dio e a venerazione ed onore del Santo Sepolcro del Signore e di altri Luoghi (Santi) d’Oltremare.
2. È da poco tempo che al nostro soglio apostolico giunse la gradita notificazione del re e della regina, come essi con grandi spese e faticose trattative ottennero dal sultano di Babilonia[1] (che occupa il Sepolcro del Signore ed altri Luoghi Santi d’Oltremare, santificati dal sangue dello stesso Redentore, con grave vergogna dei Cristiani), che i frati del vostro Ordine possano dimorare continuamente nella chiesa del detto Sepolcro, e celebrare pure solennemente là dentro Messe cantate e Divini Uffici, come già si trovano in quel posto alcuni frati del detto Ordine; e oltre ciò il medesimo sultano concesse al re e alla regina il Cenacolo del Signore, la cappella dove lo Spirito Santo apparve agli Apostoli, e l’altra cappella dove Cristo dopo la sua risurrezione si manifestò agli Apostoli, presente il beato Tommaso; e come la regina costruì un luogo sul Monte Sion, nel cui ambito, come si sa, vi sono il Cenacolo e le due dette cappelle; poiché da parecchio tempo ella ha inteso mantenervi continuamente a sue spese dodici frati del vostro Ordine per compiere la Divina Ufficiatura nel Sepolcro, insieme a tre persone secolari a servizio degli stessi frati e per il disbrigo delle loro necessità.
3. Perciò la summenzionata regina, in adempimento alla sua pia devozione e a quella del re in tale faccenda, ci supplicò umilmente d’intervenire con la nostra autorità apostolica al fine di provvedere a quei medesimi Santi Luoghi con frati devoti e domestici idonei fino al predetto numero.
4. Noi quindi, approvando il pio e lodevole proposito del detto re e regina, e la loro devota intenzione degna della benedizione divina, e volendo assecondare in maniera favorevole i loro voti e desideri, nei sensi della presente (Bolla) concediamo a tutti e a ciascuno di voi piena e libera facoltà di chiamare, ora e in avvenire, alla vostra presenza, per autorità apostolica e per richiesta dei surricordati re e regina, o di uno di loro, ovvero dei loro successori, dopo aver sentito il parere dei consiglieri del vostro Ordine, quei frati idonei e devoti (presi) da tutto l’Ordine fi no al detto numero.
5. E, considerata l’importanza di quest’affare, pensino a mandare quelli che sono destinati al servizio di Dio tanto nella chiesa del Sepolcro del Signore che nel Santo Cenacolo e sunnominate cappelle; e ciò dopo essersi informati circa le attitudini di quei frati, che chiamerete, dai loro Ministri Provinciali del vostro Ordine, da dove verranno presi temporaneamente quei frati designati e destinati a quelle regioni; e nel caso che qualcuno di essi venga a mancare, si dia pure licenza ogni volta che vi sarà bisogno, a quegli altri frati che li sostituiranno, di dimorare in quelle parti.
6. Vi concediamo ancora la facoltà di costringere, dopo un richiamo, i contestatori per mezzo di censure ecclesiastiche (nonostante qualsiasi proibizione apostolica o contrari statuti del medesimo Ordine rafforzati da solenne attestazione, da conferma apostolica o da qualsiasi altra convenzione, ossia se dalla Sede Apostolica fu concesso ad alcuni in generale o in particolare l’esenzione di essere interdetti, sospesi o scomunicati per lettera apostolica che non faccia menzione in modo pieno, espresso e letterale d’un simile indulto).
7. Noi vogliamo che, quando i medesimi frati in tal maniera designati, saranno d’Oltremare, stiano sotto l’obbedienza e il governo del Guardiano dei frati del vostro Ordine in tutto ciò che è di sua competenza e del Ministro Provinciale della Terra Santa.»

(Papa Clemente VI, Data in Avignone il 21 novembre 1342, anno primo del nostro Pontificato.)
Nel 1391 furono uccisi Nicola Tavelić e altri tre francescani; canonizzati da Paolo VI sono considerati i Protomartiri della Custodia di Terra Santa.

## Conventi
- Israele
  - Ain Karem (3 conventi)
  - Acri
  - Cafarnao
  - Cana
  - Giaffa (2 conventi)
  - Gerusalemme: 8 conventi (Beit Hanina, Cenacolino, Dominus Flevit, Flagellazione, Getsemani, San Salvatore, Santo Sepolcro, Terra Sancta College)
  - Haifa
  - Mujeidel
  - Nazaret
  - Ramla
  - Tabga
  - Tabor
  - Tiberiade
- Palestina
  - Beit Sahour
  - Betania
  - Betlemme
  - Betfage
  - Emmaus (Al-Qubaybah)
  - Gerico
- 2 conventi in Giordania: Amman e Monte Nebo
- 4 conventi in Libano: Beirut, Harissa, Tiro, Tripoli
- 9 conventi in Siria: Aleppo (2), Damasco (3), Ghassanieh, Knayeh, Laodicea, Yakubiye
- 1 convento in Egitto: Il Cairo-Musky
- 4 conventi a Cipro: Larnaka, Limassol, Nicosia (2)
- 2 conventi in Grecia: Rodi
- 3 conventi in Italia: Roma, Montefalco, Napoli
- 1 convento in Spagna: Madrid
- 1 convento in Argentina: Buenos Aires
- 1 convento negli Stati Uniti d'America: Washington

## Siti supervisionati

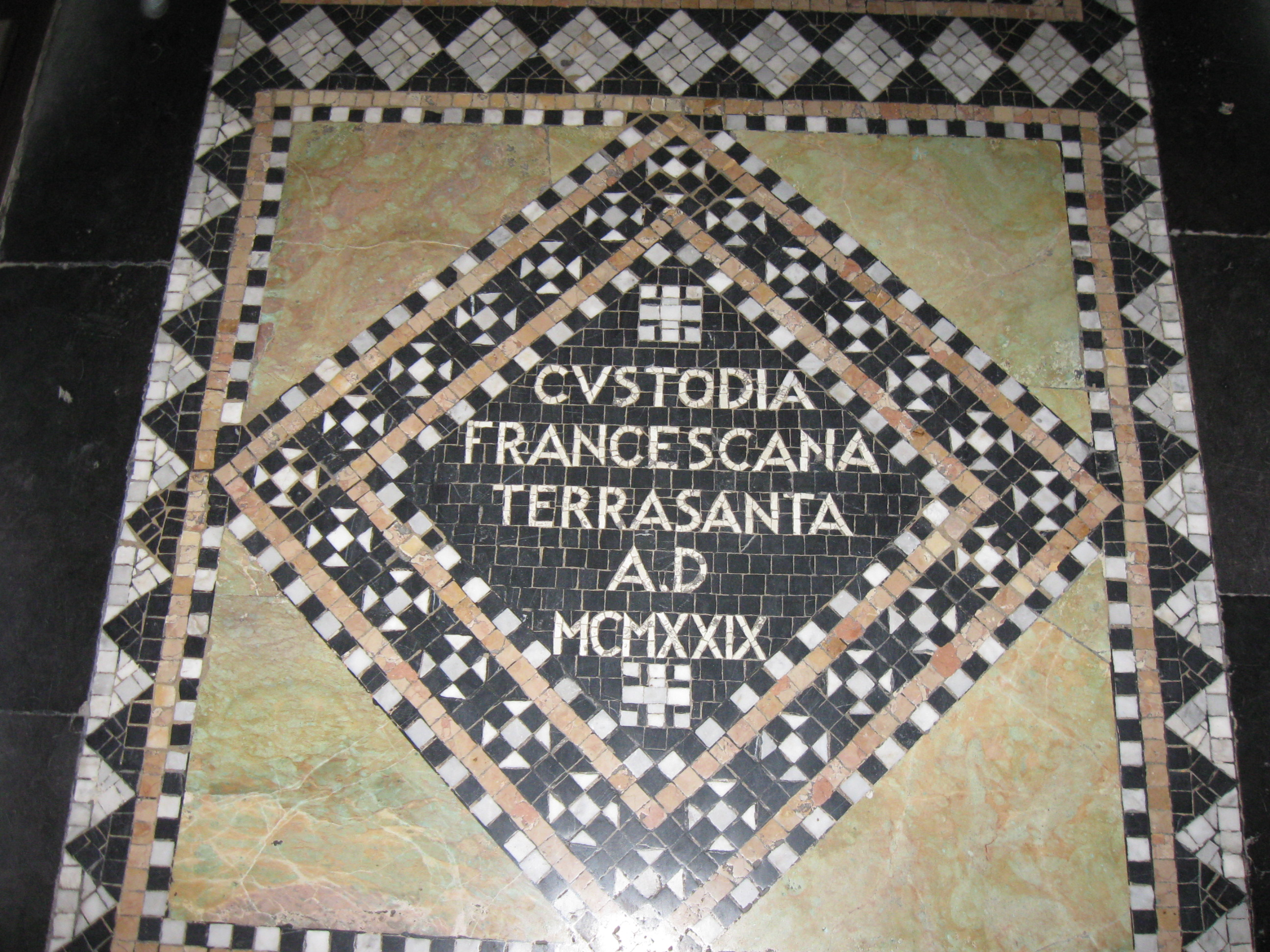
Mosaico pavimentale nella chiesa della Flagellazione sulla Via Dolorosa.

I santuari affidati alla Custodia sono 82, tra cui:
- basilica del Santo Sepolcro (insieme ad altre confessioni);
- basilica della Natività a Betlemme (insieme ad altre confessioni) con la chiesa di Santa Caterina;
- chiesa di San Pietro a Cafarnao;
- basilica della Trasfigurazione sul Monte Tabor;
- chiesa di San Lazzaro a Betania;
- chiesa del Primato di Pietro a Tabga;
- chiesa del Dominus Flevit sul monte degli Ulivi a Gerusalemme;
- chiesa di San Cleopa ad Al-Qubaybah (Emmaus);
- basilica dell'Annunciazione a Nazareth;
- chiesa di tutte le Nazioni nel Giardino del Getsemani;
- Via Dolorosa nella città vecchia di Gerusalemme.

Tra le principali attività vi è il coordinare e indirizzare l'accoglienza dei pellegrini che giungono in Terra Santa per visitare i luoghi sacri in cui vissero Gesù e gli apostoli, oltre ad animare la vita dei frati.

## Altre attività
Le strutture della custodia includono lo Studium Biblicum Franciscanum di Gerusalemme (istituto accademico di scienze bibliche e archeologia), una casa editrice e il Christian Information Center di Gerusalemme.
La Custodia è anche responsabile del conferimento della Croce per i pellegrini di Gerusalemme ai visitatori dei Luoghi Santi. Alla fine di ogni anno informa la Congregazione per l'evangelizzazione dei popoli dell'ammontare delle donazioni che ha ricevuto dai portatori della croce pellegrina.
Le scuole Terra Sancta in Israele e Palestina e una in Giordania, Libano e Cipro sono una parte importante del lavoro della custodia. Tali scuole sono presenti a Nazareth (college), Betlemme (college per ragazzi, scuola secondaria per ragazze), Gerusalemme (scuola superiore per ragazzi, scuola secondaria per ragazze), Gerico, Jaffa (scuole separate per ragazzi e ragazze) e Ramla. Queste scuole sono aperte a bambini di tutte le religioni e classi sociali. In alcune scuole, ad esempio, ebrei israeliani, cristiani e musulmani siedono fianco a fianco in una classe. Il finanziamento è fornito principalmente dalla custodia e da donazioni, in alcuni casi anche con contributi statali o comunali. Laddove queste borse di studio sono inadeguate, vengono aumentate anche le tasse scolastiche, ma da queste sono esentate le persone socialmente svantaggiate e quindi per gran parte degli alunni dei territori palestinesi.
Istituti importanti sono il Collegio di Terra Santa a Nicosia (Cipro) e l'Istituto Magnificat a Gerusalemme.
Per alleviare in particolare la situazione dei cristiani palestinesi tra i fronti, la Custodia sta costruendo alloggi sociali per famiglie numerose a Betfage, sul monte degli Ulivi.

## Soccorso della Custodia di Terra Santa
L'Associazione di Terra Santa - Comunità di Terra Santa è un'organizzazione umanitaria fondata dalla Custodia di Terra Santa. È responsabile delle pubbliche relazioni, della raccolta fondi e del sostegno ai progetti per la Terra Santa e i cristiani in Medio Oriente. I finanziamenti sono indirizzati in particolare:
- alla conservazione dei luoghi cristiani del ministero di Gesù in Terra Santa;
- a progetti sociali e caritativi per i cristiani del Medio Oriente e per i bisognosi;
- a aiuti mirati in situazioni di emergenza.

Sostiene progetti in Palestina, Israele, Siria, Libano, Giordania, Egitto, Cipro e Rodi. L'organizzazione umanitaria offre anche l'opportunità di fare volontariato in Terra Santa o di sostenere la Terra Santa come parte di una cooperazione.
L'Organizzazione per l'Aiuto della Custodia di Terra Santa è un'organizzazione non governativa, senza scopo di lucro, finanziata da donazioni. Ha la forma giuridica di associazione e ha sede legale a Roma e sede operativa a Gerusalemme. Il presidente dell'associazione è il custode di Terra Santa.

## Cronologia della Custodia

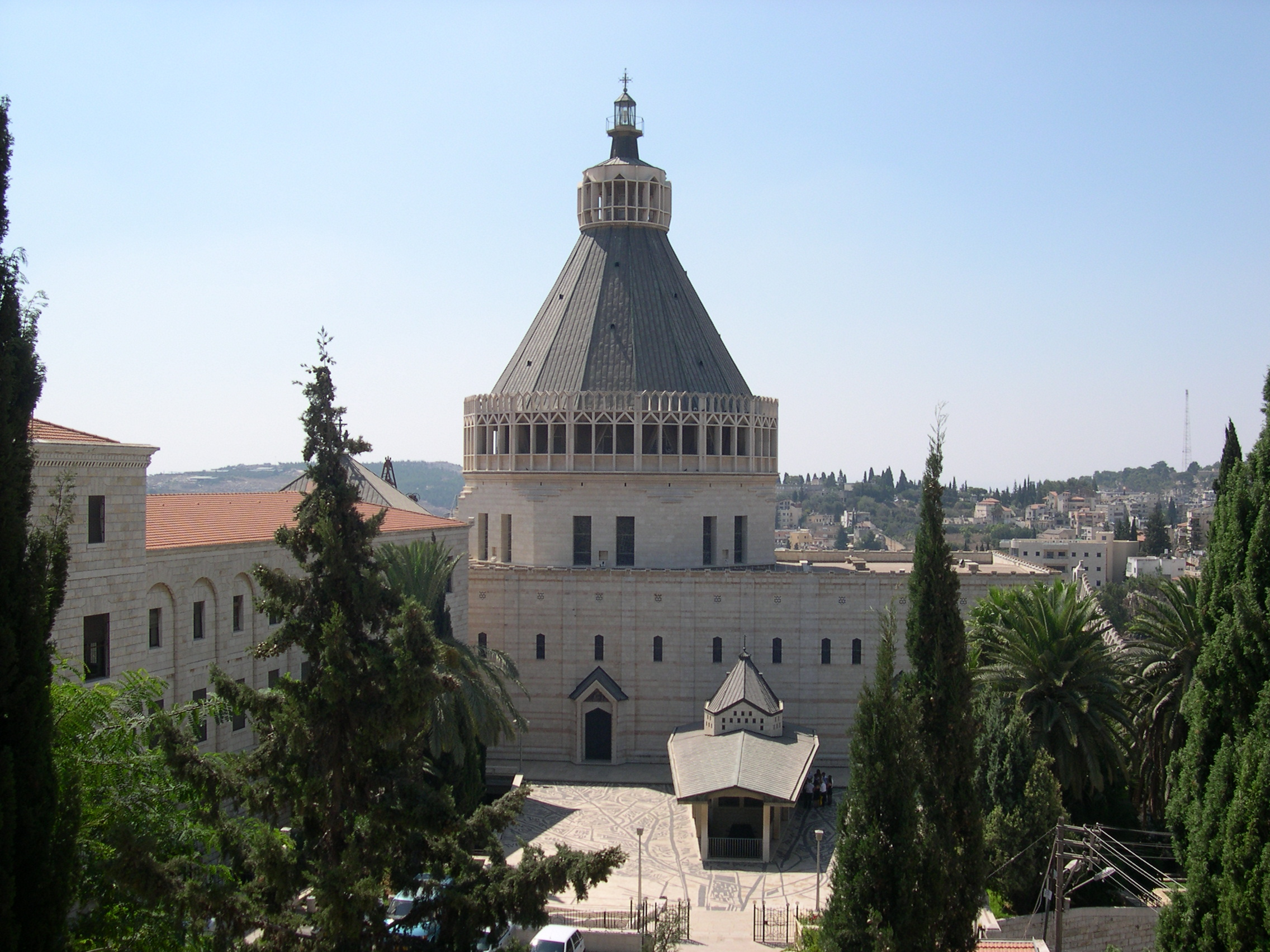
La basilica dell'Annunciazione a Nazareth

- 1217: L'ordine francescano viene suddiviso in province: nasce la Provincia di Terra Santa.
- 1219: San Francesco d'Assisi approda in Egitto ed incontra il sultano al-Malik al-Kamil.
- 1229: I francescani si stabiliscono a Gerusalemme nei pressi della V stazione della Via Dolorosa.
- 1323: Servizio ed umile abitazione nel Santo Sepolcro.
- 1335: Fondazione del convento del Cenacolo.
- 1342: Erezione canonica della Custodia di Terra Santa da parte di papa Clemente VI.
- 1347: Definitiva sistemazione presso la basilica della Natività a Betlemme.
- 1363: Presa di possesso della Tomba della Vergine, conservata fino al 1757.
- 1392: Recupero della grotta degli Apostoli presso il Getsemani.
- 1485: Acquisto ad Ain Karem del luogo della nascita di Giovanni Battista[2].
- 1551: Espulsione definitiva dal Cenacolo.
- 1557: La sede della Custodia passa al convento di San Salvatore in Gerusalemme.
- 1620: Acquisto delle rovine del santuario dell'Annunciazione a Nazareth[3].
- 1631: Acquisto sul Monte Tabor delle rovine del santuario della Trasfigurazione da parte del padre custode Diego Campanile da Sanseverino.
- 1666: Acquisto a Gerusalemme dell'Orto degli Ulivi[4].
- 1679: Acquisto della proprietà del santuario della Visitazione ad Ain Karem[5].
- 1745: A Nazareth si acquistano le rovine crociate del santuario della Nutrizione (San Giuseppe)[6].
- 1836: A Gerusalemme si acquistano le rovine della Flagellazione[7].
- 1861: A Emmaus–Qubeibeh la marchesa P. Nicolay dona la cappella di santa Cleofa[8].
- 1878: Si acquista a Naim il luogo del santuario[9].
- 1880: Viene acquistata l'area di Betfage[10].
- 1889: La V stazione, il Dominus Flevit, la chiesa del Primato di Pietro a Tabga e le rovine di Magdala entrano a far parte del patrimonio della Custodia.
- 1894: Si acquistano le rovine di Cafarnao[11].
- 1909: Acquisto del Campo dei Pastori a Beit Sahour presso Betlemme[12].
- 1917: A causa della prima guerra mondiale, i frati minori rischiano l'incarcerazione.
- 1920: Papa Benedetto XV proclama sant'Antonio di Padova "patrono particolare e protettore della Custodia".
- 1924: Fondazione dello Studium Biblicum Franciscanum.
- 1933: Si acquista presso il fiume Giordano il luogo tradizionale del Battesimo di Cristo.
- 1936: Costruzione a Gerusalemme del convento ad Coenaculum sul Monte Sion.
- 1950: Si recupera l'area di Betania.
- 1952: Costruzione del santuario di San Lazzaro a Betania.
- 1964: Papa Paolo VI pellegrino in Terra Santa.
- 1969: Inaugurazione della nuova basilica dell'Annunciazione a Nazareth.
- 2000: Papa Giovanni Paolo II in occasione del Grande Giubileo visita la Terra Santa.
- 2009: Papa Benedetto XVI pellegrino in Terra Santa.
- 2014: Papa Francesco pellegrino in Terra Santa.

## Cronotassi dei custodi
Qui di seguito l'elenco dei padri custodi dalle origini, a partire da san Francesco d'Assisi. Francesco nel 1219 inaugura e fonda - in Cipro, Siria, Palestina ed Egitto - la Missione e Provincia di Terra Santa.
XIII secolo
1217 - Elia da Cortona
1. 1219 - san Francesco d'Assisi
2. 1220-1221 - Luca Apulus da Bitonto
3. 1247 - Giacomo (Narciso?)
4. 1266 - Giacomo da Puy
5. ? - Vincentius de Burgundia
6. 1270? - Giovannino da Parma
7. 1286 - Geleberto

XIV secolo
1. 1306 - Guido
2. 1310 - Rogero Guarini
3. 1328 - Nicolò da San Martino
4. 1330 - Giovanni Fedanzola

1333 - Rogero Guarini
1. 1337 - Giovanni di Stefano
2. 1337 - Giacomo Normanno
3. ? - Nicola di Giovanni
4. 1363 - Bernardino da Padova
5. 1372 - Antonio di Giacomo
6. 1376 - Nicolò da Creta (o Candia)
7. 1382 - Giovanni
8. 1384 - Nicolò da Venezia
9. 1388 - Gerardo Calvetti

secolo XV
1. 1400 - Nicolò Coronario
2. 1405 - Nicolò di Pietro
3. 1414 - Pascutius Davini de Assisio
4. 1421 - Giacomo di Antonio
5. 1424 - Giovanni Belloro
6. 1430 - Luigi da Bologna
7. 1434 - Giacomo Delfino
8. 1438 - Gandolfo da Sicilia
9. 1446 - Baldassare da Santa Maria
10. 1455 - Antonio da Mugnano
11. 1462 - Gabriele Mezzavacca
12. 1464 - Paolo d'Albenga
13. 1467 - Francesco da Piacenza
14. 1472 - Andrea da Parma
15. 1475 - Giacomo d'Alessandria
16. 1478 - Giovanni de Thomacellis
17. 1481 - Paolo da Canneto
18. 1484 - Bernardino da Parma

1487 - Francesco da Perugia
1. 1487 - Bernardino Caimo
2. 1489 - Bartolomeo da Piacenza
3. 1493 - Francesco Suriano
4. 1495 - Angelo da Foligno

1496 - Bartolomeo da Piacenza
1. 1499 - Antonio Gozze de Regnis

secolo XVI
1. 1501 - Mauro da San Bernardino
2. 1504 - Luigi da Napoli
3. 1507 - Bernardino del Vecchio

1512 - Francesco Suriano
1. 1514 - Nicolò da Tossignano
2. 1517 - Zenobio da Firenze
3. 1518 - Gabriele ?
4. 1519 - Angelo da Ferrara
5. 1528 - Giovanni
6. 1532 - Mario da Messina
7. 1532 - Battista da Macerata
8. 1535 - Tomaso da Norcia
9. 1541 - Dionisio da Sarcognano
10. 1545 - Felice da Venezia
11. 1544 - Giorgio Bosnese

1545 - Felice da Venezia
1. 1547 - Bonaventura Corsetti
2. 1551 - Bonifacio Stefani
3. 1559 - Antonio da Bergamo
4. 1560 - Aurelio da Griano

1564 - Bonifacio Stefani
1. 1565 - Bernardino da Collestate
2. 1566 - Girolamo da Fossato
3. 1568 - Angelo da Portomaurizio
4. 1568 - Gian Francesco d'Arsignano Vicent
5. 1571 - Antonio da Sant'Angelo
6. 1572 - Geremia da Brescia
7. 1580 - Giovanni da Bergamo
8. 1581 - Angelo Stella
9. 1584 - Paolino Olivoli
10. 1585 - Accursio da Quinzano
11. 1588 - Gian Battista da Montegiano
12. 1590 - Francesco da Spello
13. 1593 - Felice Ranieri da Fratta
14. 1593 - Gian Francesco da Salandra
15. 1597 - Evangelista da Gabiano

secolo XVII
1. 1600 - Francesco Manerba
2. 1603 - Cesario da Trino
3. 1608 - Gaudenzio Saibanti
4. 1612 - Angelo da Messina
5. 1616 - Basilio Basili
6. 1619 - Francesco Dulcedo
7. 1620 - Tommaso Obicini
8. 1621 - Ambrogio Pantoliano
9. 1622 - Francesco Spinelli
10. 1625 - Sante da Messina
11. 1628 - Diego Campanile
12. 1632 - Paolo da Lodi
13. 1634 - Francesco da Cattaro
14. 1637 - Andrea d'Arco
15. 1642 - Pietro Verniero
16. 1645 - Francesco Merisi
17. 1648 - Antonio da Gaeta

1651 - Ambrogio Pantoliano
1. 1652 - Mariano Morone
2. 1659 - Eusebio Valles
3. 1664 - Francesco M. Rhini
4. 1669 - Teofilo Testa
5. 1673 - Claudio Gavazzi
6. 1675 - Tomaso da Caltagirone
7. 1675 - Giovanni Bonsignori
8. 1678 - Pier Marino Sormani
9. 1683 - Pier Antonio Grassi
10. 1686 - Angelico da Milano
11. 1689 - Gregorio da Parghelia
12. 1691 - Gian Battista D'Atina[18]
13. 1695 - Baldassare Caldera
14. 1697 - Francesco da Santo Floro

secolo XVIII
1. 1701 - Bonaventura da Majori
2. 1704 - Benedetto da Bari
3. 1705 - Costantino Ultorchi
4. 1706 - Gaetano Potestà
5. 1710 - Lorenzo Cozza
6. 1716 - Giuseppe Maria da Perugia
7. 1720 - Gian Filippo da Milano
8. 1722 - Giacomo da Lucca
9. 1730 - Andrea da Montoro
10. 1735 - Angelico da Gazolo
11. 1740 - Paolo da Laurino

1743 - Giacomo da Lucca
1. 1744 - Desiderio da Casabasciana
2. 1751 - Prospero Zinelli
3. 1754 - Pio da Mentone
4. 1756 - Domenico da Venezia
5. 1762 - Paolo da Piacenza
6. 1767 - Luigi da Bastia
7. 1773 - Valeriano Bellandi
8. 1773 - Gian Domenico da Levigliano
9. 1795 - Placido da Roma
10. 1798 - Ladislao da Viterbo

secolo XIX
1. 1801 - Zenobio Puccini
2. 1805 - Bonaventura da Nola
3. 1808 - Giuseppe M. Pierallini
4. 1815 - Girolamo da Osimo
5. 1817 - Salvatore Antonio da Malta
6. 1820 - Ugolino Cesarini
7. 1822 - Gian Antonio da Rogliano
8. 1825 - Tomaso da Montasola
9. 1831 - Francesco di S. Lorenzo alle Grotte
10. 1835 - Francesco Saverio da Malta
11. 1838 - Perpetuo Guasco[19][20]
12. 1841 - Cherubino Maria da Cori
13. 1843 - Cherubino da Civezza
14. 1847 - Bernardino Trionfetti
15. 1857 - Bonaventura Robotti[19]
16. 1863 - Serafino Milani
17. 1874 - Gaudenzio Bonfigli
18. 1880 - Guido Corbelli
19. 1886 - Aurelio Briante
20. 1888 - Giacomo Ghezzi

1894 - Aurelio Briante
secolo XX
1. 1900 - Frediano Giannini
2. 1906 - Roberto Razzoli
3. 1914 - Onorato Carcaterra
4. 1915 - Serafino Cimino
5. 1918 - Ferdinando Diotallevi
6. 1925 - Aurelio Marotta
7. 1931 - Nazzareno Jacopozzi
8. 1937 - Alberto Gori
9. 1950 - Giacinto Maria Faccio
10. 1955 - Angelico Lazzeri
11. 1957 - Alfredo Polidori
12. 1962 - Vincenzo Cappiello
13. 1968 - Alfonso Calabrese
14. 1969 - Erminio Roncari
15. 1974 - Maurilio Sacchi
16. 1980 - Ignazio Mancini
17. 1986 - Carlo Cecchitelli
18. 1992 - Giuseppe Nazzaro
19. 1998 - Giovanni Battistelli

secolo XXI
1. 2004 - Pierbattista Pizzaballa
2. 2016 - Francesco Patton
3. 2025 - Francesco Ielpo